# Wurmlingen
Wurmlingen är en kommun och ort i Landkreis Tuttlingen i regionen Schwarzwald-Baar-Heuberg i Regierungsbezirk Freiburg i förbundslandet Baden-Württemberg i Tyskland.
Kommunen ingår i kommunalförbundet Tuttlingen tillsammans med staden Tuttlingen och kommunerna Emmingen-Liptingen, Neuhausen ob Eck, Rietheim-Weilheim och Seitingen-Oberflacht.